# 329
329 (CCCXXIX) fue un año común comenzado en miércoles del calendario juliano, en vigor en aquella fecha.
En el Imperio romano, el año fue nombrado como el del consulado de Constantino y Constantino, o menos comúnmente, como el 1082 Ab Urbe condita, adquiriendo su denominación como 329 a principios de la Edad Media, al establecerse el anno Domini.

## Acontecimientos
- China: acaba el estado de Han Zhao.
- Imperio romano: se inician las restricciones romanas del acceso a la clerecía.

## Nacimientos
- Gregorio de Nacianzo.

## Fallecimientos
- Helena de Constantinopla, emperatriz romana (fecha más probable).